# SC Poseidon Koblenz
Der Schwimmclub Poseidon Koblenz e.V. ist ein Schwimmverein in Koblenz. Neben Schwimmen bietet der Verein auch Wasserball und Triathlon an. Er ist Mitglied im Schwimmverband Rheinland und hat ca. 1400 Mitglieder.

## Vereinsgeschichte
Der Schwimmclub Poseidon Koblenz e.V. wurde am 4. Juni 1920 als Herren-Schwimmverein gegründet. Das Schwimmtraining fand damals in der Schwimmhalle „Residenzbad“ oder in der „Rheinbadeanstalt Ehrenbreitstein“ statt. Nach dem Zweiten Weltkrieg wurde der Verein am 12. November 1946 von der französischen Militärverwaltung wieder zugelassen und trat dem Schwimmverband Rheinland bei. Mit Eröffnung der beiden Koblenzer Schwimmbäder Stadtbad neben der Balduinbrücke 1966 und „Beatusbad“ in der Goldgrube 1975 kam ein sportlicher Aufschwung, die Mitgliederzahl des Vereins wuchs auf heute 1400 an.

## Aktivitäten
Die Aktivitäten des Schwimmclubs Poseidon Koblenz e.V. reichen vom Anbieten von Nichtschwimmerkursen über die Möglichkeit des Freizeitschwimmens für Interessierte allen Alters bis hin zum Leistungsschwimmen. Daneben gibt es im Verein Wasserball-Mannschaften nach jeweiligen Altersklassen unterteilt, und er ermöglicht den Mitgliedern, Triathlon zu betreiben.
Der Schwimmclub richtet alljährlich Wettkämpfe aus, so die Meisterschaften der Stadt Koblenz, Vereinsmeisterschaften und das Weihnachtsschwimmfest. Die Aktiven des Vereins nehmen aber auch bundesweit an Wettkämpfen teil, etwa an den Rheinland-Pfalz Meisterschaften oder an diversen Ausrichtungen des DSV.